# Бланк, Антоний
Ян Антоний Бланк (польск. Jan Antoni Blank; 6 мая 1785, Ольштын — 20 февраля 1844, Варшава) — польский живописец — классицист.

## Биография
Антоний Бланк родился 6 мая 1785 года в Ольштыне в семье ремесленников. В возрасте 15 лет начал обучаться в Варшаве живописи и наукам у художника Юзефа Косиньского. Жил в польской столице до 1809 года, затем уехал в Дрезден, где учился у австрийского живописца-портретиста Йозефа Грасси.
Вернулся в польскую столицу в 1815 году, работал мастером по отливке гипсовых форм и преподавал рисунок на отделении изящных искусств в Варшавском университете.
С 1819 года — профессор Варшавского университета. Был учителем таких художников, как Рафал Хадзевич, Ян Феликс Пиварский, Иосиф Игнатий Лукашевич, Антония и Тадеуша Бродовских, Януария Суходольского. После закрытия в 1831 году Варшавского университета художник читал лекции приватным образом и снова занимался изготовлением гипсовых слепков.
Антоний Бланк, обычно подчёркивавший своё полное имя — Ян Антоний Бланк-Бялецкий, писал картины на исторические сюжеты, портреты (в том числе портретные миниатюры) представителей различных слоёв общества — аристократов, мещан, крестьян. Создавал также полотна на мифологические и религиозные сюжеты, последние — по заказам церкви. Организатор художественных выставок в Варшаве и во дворце Неборова. В его работах чувствуется влияние немецкого стиля бидермайер.